# Orthopsis
Orthopsis is een geslacht van uitgestorven zee-egels uit de familie Orthopsidae.

## Soorten
- Orthopsis aguilerai Maldonado-Koerdell, 1953 †
- Orthopsis bahiaensis Brito, 1964 †
- Orthopsis casanovai Cooke, 1955 †
- Orthopsis comalensis Whitney & Kellum, 1966 †
- Orthopsis pomeraniae Kongiel, 1957 †
- Orthopsis royoi Lambert, 1935 †
- Orthopsis sanfilippoi Checchia-Rispoli, 1933 †
- Orthopsis titicacana Cooke, 1949 †